# フロリダ諸島

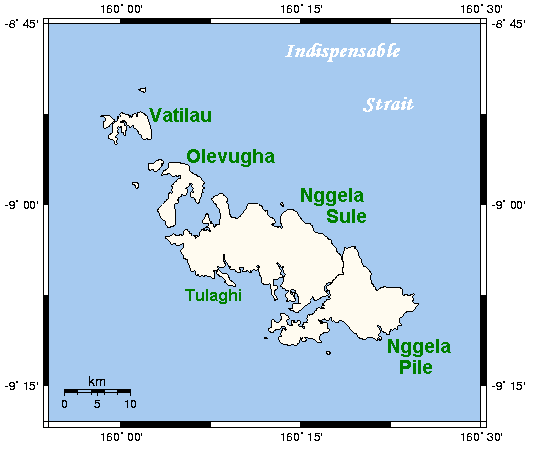
フロリダ諸島の地図

フロリダ諸島(フロリダしょとう、Florida Islands)は南太平洋にある諸島。ソロモン諸島中部に位置し、行政面では中央州(Central Province)にある。ンゲラ諸島(Nggela Islands)とも言う。主な島はンゲラスレ島（Nggela Sule）、ンゲラパイル島（Nggela Pile）、オレブガ島（Olevuga）、ブエナ・ビスタ島（Vatilau）である。ンゲラスレ島の周辺にはツラギ島（Tulagi）、ガブツ島（Gavutu）、タナンボゴ島（Tanambogo）がある。フロリダ島の名前自体は諸島で最大の島、ンゲラスレ島にも使われる。

## 歴史
フロリダ諸島は第二次世界大戦のガダルカナルの戦いで有名なガダルカナル島の北にある。隣接するガブツ島に日本軍によって水上機基地が設置され、ンゲラスレ島には1942年4月に守備隊が置かれた。同年8月7日にアメリカ軍海兵隊が島に上陸し、隣接するツラギ島攻撃を援護した。フロリダ島はガダルカナル島ほど有名にはならなかったが、太平洋での戦争継続において、アメリカ軍の作戦の重要な基地として機能した。日本軍を駆逐したのに続き、アメリカ軍の水上機基地が設置された。次いで島の地下水を引いてアメリカ海軍の給水場所となった。